# ارواح میسیسیپی
ارواح میسیسیپی (انگلیسی: Ghosts of Mississippi) فیلمی در ژانر درام به کارگردانی راب رینر است که در سال ۱۹۹۶ منتشر شد.

## بازیگران
- الک بالدوین
- ووپی گلدبرگ
- جیمز وودز
- ویرجینیا مادسن
- الکسا وگا
- بیل کوبس
- بیل اسمیترویچ
- بونی بارتلت
- براک پیترس
- کریگ تی. نلسن
- داین لد
- جیمز پیکنز جونیور
- جری هاردین
- لوکاس بلک
- مارگو مارتیندال
- مایکل اوکیف
- رکس لین
- سوزانا تامپسون
- تری اوکوئین
- ویلیام اچ میسی